# Aphrophora maculata
Aphrophora maculata är en insektsart som beskrevs av Capanni 1894. Aphrophora maculata ingår i släktet Aphrophora och familjen spottstritar. Inga underarter finns listade i Catalogue of Life.